# Elisabetta Ambiveri
Elisabetta Ambiveri (Bergamo, 16 gennaio 1888 – Seriate, 4 giugno 1962) è stata un'imprenditrice e filantropa italiana.

## Biografia
Elisabetta Ambiveri (soprannominata Betty) nacque a Bergamo da Giovanni Ambiveri e Chiara Radici. Il padre era imprenditore nel campo della produzione del seme per l’allevamento dei bachi da seta. Elisabetta, primogenita di sette figli, frequentò il Collegio delle Marcelline di via Quadronno, a Milano fino all’età di 18 anni.
Terminati gli studi, seguita dal padre, si dedicò all'attività bacologica e alle varie coltivazioni agricole realizzate sui terreni di proprietà. Fu in questo periodo che Betty maturò un particolare interesse nei confronti di coloro che vivevano in condizioni di povertà e miseria ai quali offrì il proprio aiuto economico e morale, non solo nei riguardi della comunità locale, ma anche verso le popolazioni lontane. Nel 1920 fondò il Laboratorio Missionario e più tardi diventò presidente dell’Opera Apostolica, motore propulsore dell’attività missionaria nella diocesi di Bergamo.

### Gli anni della prima guerra mondiale e il dopoguerra
Durante il periodo del grande conflitto Elisabetta prestò servizio come volontaria della Croce Rossa presso l’Ospedale Territoriale n.1 e in seguito presso l’Ospedale della Clementina a Bergamo, fino alla fine della guerra, prestazione per la quale le venne conferita una medaglia d’argento al merito. La sua iscrizione alla C.R.I. fu l’inizio di un servizio volontario che durò fino al 1957 e che la vide partecipe di tutte le iniziative umanitarie intraprese dall’associazione.

### Il periodo fascista
Durante il fascismo Betty riuscì sempre a svolgere le sue opere di assistenza alla popolazione locale più bisognosa.  La crisi economica aveva provocato un forte flusso migratorio e insieme a don Agostino Vismara iniziò a dedicarsi all’assistenza degli emigranti e al loro inserimento nel luogo di destinazione, attività che fu costretta ad interrompere per l’intervento fascista.

### La seconda guerra mondiale
Nell’aprile del 1940 il padre morì, Elisabetta fu sfiorata dall’idea di partire come missionaria, ma gli eventi storici precipitarono velocemente, a giugno l’Italia entrò in guerra così decise di rimanere.
Nel mese di marzo del 1941 rivestì di nuovo i panni dell’infermiera volontaria presso l’Ospedale della Clementina.

Fu proprio durante l’opera di soccorso ai feriti di guerra, che si rese conto che vi erano forti carenze di medicinali per i ricoverati con malattie ai polmoni, così decise di protestare inviando una missiva direttamente al Duce. La conseguenza fu l’immediata sospensione dal servizio per tre mesi. Così rispose alla lettera di sospensione:
“Gentilissima Sig. Vice Ispettrice delle Inf. Vol. Farina,
la comunicazione fattami di essere stata sospesa nientemeno che telegraficamente da Roma, non solo mi ha lasciata pienamente impassibile, avendo la coscienza pienamente tranquilla, ma mi ha fatto piacere per la ripresa libertà, a me tanto necessaria per le mie diverse occupazioni, non esclusa l’assistenza alle famiglie dei militari.(…)" f.to Betty Ambiveri

### Dopo l'8 settembre
La sera del 10 settembre 1943 si riunirono in Villa Ambiveri un gruppo di amici per organizzare la banda Decò-Canetta con lo scopo di sostenere coloro che volevano ribellarsi all’oppressione tedesca. Elisabetta si prestò a nascondere delle armi nella sua Villa e in seguito ad una delazione la notte del 24 novembre 1943 venne arrestata e con lei tutti i componenti della banda. 
La rinchiusero nel carcere di S. Agata, dove scrisse alcune lettere che mostrano il suo forte carattere:
“Qui rinchiusa non so come vada oggi il mondo, mi par di vivere in un altro pianeta, ma vorrei dire anch’io come il grande Leonardo «ringraziamo Iddio per questa nostra benigna natura umana che ci fa trovare ovunque di che imparare» ed io aggiungo di che fare”.
Il processo fu celebrato il 7 marzo 1944 e la sentenza decretò la pena capitale, ma a seguito di una mobilitazione generale di proteste e sollecitazioni da parte di amici, conoscenti e dell’intera cittadinanza di Seriate fu tramutata in dieci anni di carcere da scontare in Germania nel carcere femminile nel paese di Aichach. 
Il 24 aprile 1945 gli americani entrarono nel carcere e liberarono tutti i detenuti.

### La ricostruzione
Rientrata dalla prigionia si impegnò in campo politico, amministrativo, sociale e nel volontariato. 
Alle elezioni del 24 marzo 1946 fu la prima donna ad essere eletta per numero di voti nel primo Consiglio Comunale del dopoguerra di Bergamo e così anche nelle elezioni successive del 27 maggio 1951. Nel 1956 fu la prima e unica donna ad essere eletta nel Consiglio Provinciale di Bergamo su mandato della Democrazia Cristiana.
Fu nel contempo, dal 25 ottobre 1947, presidente della Commissaria Bolognini, l’attuale Ospedale Bolognini di Seriate.
Nell’agosto del 1945 Elisabetta Ambiveri fondò la sezione bergamasca del CIF (Centro Italiano Femminile) riuscendo a costituire nella provincia, in poco tempo, ben 115 sezioni. Ne fu presidente fino alla sua morte. 
Contribuì a fondare la Casa del Sole che accoglieva ragazzi con problemi di disadattamento, l’Istituto Pietro Moroni per ragazzi con Sindrome di Down.
Nel 1950 dopo anni di attività nella Croce Rossa fu nominata Ispettrice delle Infermiere Volontarie di Bergamo e Provincia e oltre alle consuete opere di assistenza organizzò importanti momenti di solidarietà in occasione di grandi eventi quali l’accoglienza degli alluvionati del Polesine e della Calabria, i profughi provenienti dall’Ungheria.

### Movimento "Russia cristiana"
Betty quando conobbe Padre Romano Scalfi, che a Milano aveva fondato l’associazione Russia cristiana con l’intento di dare voce alla “Chiesa del silenzio” oppressa dal regime sovietico, fu subito interessata all'iniziativa e dopo aver incontrato e chiesto consiglio a Papa Giovanni XXIII ospitò l’associazione nella propria villa, dove ancora oggi ha sede.

### Gli ultimi anni
Elisabetta Ambiveri aveva 71 anni quando nel 1959 le fu diagnosticato un tumore al seno, ma continuò sempre a lavorare per sostenere le sue iniziative.
Il 23 dicembre 1961 ricevette dal sindaco di Bergamo avv. Simoncini, la medaglia d’oro al merito civico. 
Morì alle 7,45 del 4 giugno 1962.

## Riconoscimenti
- Intitolazione della Biblioteca circoscrizionale di Bergamo via Piacentini, 5 (decisione presa in seguito a un referendum, tra la popolazione del quartiere, fra una rosa di 11 personaggi illustri);
- Intitolazione della via Betty Ambiveri da parte del Comune di Bergamo;
- Intitolazione dell’Istituto Statale Superiore "Betty Ambiveri" di Presezzo (BG);
- Intitolazione della Biblioteca e Centro Studi Russia Cristiana di Seriate;
- Lapide in ricordo da parte dell’A.N.P.I. all’entrata della Villa Ambiveri di Seriate;
- Nel Giardino dei Giusti di Calcinate nel 2010 è stato piantato un albero a ricordo.
- Installazione presso il famedio del cimitero monumentale di Bergamo come prima donna fra i più illustri personaggi della città. La targa, inaugurata dalle autorità il 4 giugno 2025, indica: "BETTY AMBIVERI" volontaria, filantropa, antifascista, medaglia d'oro al merito civico 1988-1962".